# 2015년 앙카라 폭탄 테러
2015년 앙카라 폭탄 테러는 2015년 10월 10일 현지 시각 10시 5분(EEST) 튀르키예의 수도 앙카라 테러 사건이다. 앙카라 중앙역 앞 광장에서 폭탄 두 개가 폭발해 최소 102명이 사망하고, 약 500여 명이 부상을 당했다. 이 테러는 '노동, 평화, 민주주의'라는 집회가 열리는 도중 일어났다. 이 집회는 튀르키예 혁명적 노동조합 총연맹(DİSK), 튀르키예 엔지니어 건축가회(TMMOB), 인민민주당(HDP), 튀르키예 의사회(TTB), 튀르키예 공무원 연합(KESK) 등 쿠르드계 정당과 반정부 성향 단체가 모여 열렸었다. 이 집회는 튀르키예 동부 지역에서 벌어지고 있던 튀르키예 정부군과 쿠르디스탄 노동자당(PKK) 반군간의 전투에 반대하는 집회였다. 11월 1일에 열리는 튀르키예 총선을 21일 앞두고 벌어진 테러였다.
이 테러는 튀르키예 공화국 수립 이래 가장 많은 사상자를 낸 테러였다. 집권 여당인 정의개발당(AKP)과 야당인 공화인민당(CHP), 민족주의자 운동당(MHP)은 앙카라 폭탄 테러는 튀르키예를 분열시키려는 시도라고 비판했다. 공화인민당과 민족주의자 인민당의 당대표들은 정부의 치안유지 실패를 강력히 비판했다. 반면 인민민주당은 정의개발당과 정부와 ISIL이 테러의 배후에 있다고 강력히 비난했다.

## 배경
2015년 7월 20일 튀르키예 샨르우르파주 수르츠에서 폭탄 테러로 33명이 사망했다. 이에 대응해 튀르키예군은 이슬람 국가(ISIL)와 쿠르디스탄 노동자당(PKK)을 동시에 공격했다. 이로 인해 튀르키예군과 PKK 반군 간의 전투가 벌어진다. 이로 인해 정부와 PKK 반군간의 휴전이 깨졌다. 이에 튀르키예 공군은 이슬람 국가와 PKK에 폭격을 가했으며, 이라크 북부 쿠르드 자치구와 튀르키예 동부의 쿠르디스탄에 지상군을 파견했다. 7월부터 10월 7일까지 교전으로 인해 141명의 군인과 1470명의 저항세력들이 사망했다고 친정부 언론에서 밝혔다. 그러나, 다수의 군인의 전사로 인해 튀르키예 정국에도 혼란이 오기 시작했다. 9월에는 친정부 시위대가 쿠르드계 정당인 인민민주당(HDP) 당사를 공격하기도 했다. 다수의 정치가와 정치 해설자들은 내전이 곧 발발할 것이라는 예측을 내놓았다.

## 사건

### 대상
이 테러는 '노동, 평화, 민주주의'라는 집회가 열리는 도중 일어났다. 이 집회는 튀르키예 혁명적 노동조합 총연맹(DİSK), 튀르키예 엔지니어 건축가회(TMMOB), 인민민주당(HDP), 튀르키예 의사회(TTB), 튀르키예 공무원 연합(KESK) 등 쿠르드계 정당과 반정부 성향 단체가 주최한 집회였다. 집회는 스히예 광장에서 열리기로 되어 있었다. 집회에 참가한 사람들은 대다수가 인민민주당, 노동당(EMEP)과 사회주의청년연합(SGDF)의 지지자였다.

### 폭발
첫번째 폭발은 현지시간 10시 4분에 일어났다. 당시 집회 참가자들은 1969년 피의 일요일 사건을 추모하기 위한 추모곡을 부르고 있었다. 그리고 몇 초 후 두번째 폭발이 일어났다.

## 같이 보기
- 2016년 아타튀르크 공항 테러
- 2016년 3월 앙카라 폭탄 테러
- 2016년 2월 앙카라 폭탄 테러